# العلاقات السعودية السنغافورية
العلاقات السعودية السنغافورية يقصد بها العلاقة التي تجمع المملكة العربية السعودية بجمهورية سنغافورة.

## تاريخ العلاقة
تعود العلاقات السعودية السنغافورية إلى ما قبل استقلال سنغافورة حينما عيَّن الملك فيصل بن عبد العزيز في 4 نوفمبر 1964 م السيد داتو إبراهيم بن عمر السقاف قنصلًا عامًا للمملكة في سنغافورة. بعد استقلال سنغافورة عام 1965 م قدم السيد السقاف أوراق اعتماده قنصلا عاما للمملكة لدى جمهورية سنغافورة بتاريخ 17 مايو 1966 م. في 10 نوفمبر 1977 م قررت الحكومتان تحويل بعثتيهما في كل من الدولتين إلى سفارتين، وفي 7 يونيو 1981 م تم فتح القنصلية السنغافورية في جدة.

## العلاقة الحالية
استمرت العلاقات بين المملكة العربية السعودية وسنغافورة بشكل جيد، وتبادلت الدولتان الزيارات المنتظمة لمسؤولين على مستوى عال من البلدين. وقام كل من رئيس الوزراء لي حسين لونغ والوزير مينتور ليكوان يو بزيارتين منفصلتين للمملكة العربية السعودية في عام 2006، وقام رئيس الوزراء غوه تشوك تونغ بزيارة المملكة مرتين في عام 2005. من ناحية أخرى قام الأمير سلطان بن عبد العزيز آل سعود بزيارة سنغافورة في عام 2006. بالإضافة للعديد من الزيارات على المستوى الوزاري بين البلدين.

## العلاقات الاقتصادية
تتعاون سنغافورة والسعودية في الكثير من المجالات، تشمل التجارة والاستثمار والتمويل والجمارك والأعمال والأمن والموارد المائية والبيئة والمواصلات والتعليم والصحة. وقع البلدان الاتفاقية العامة للتعاون، التي تساعد على تعزيز العلاقات الثنائية الوثيقة بين المملكة وسنغافورة في مجالات مثل التجارة والاستثمار والتعاون التقني والسياحة والتبادل بين المؤسسات الصغيرة والمتوسطة والبنية التحتية. وكانت المملكة العربية السعودية أكبر شريك تجاري لسنغافورة في منطقة الشرق الأوسط في عام 2006، كما كانت أحد البلاد المفضلة لتوجه الاستثمارات السنغافورية في الشرق الأوسط. وفتحت المؤسسة السعودية العامة للاستثمارات مكتباً في سنغافورة. كذلك أصبح لكثير من الشركات السعودية مثل شركة الزامل للصلب وشركة الخطوط الجوية السعودية الشركة السعودية الوطنية للملاحة والشركات الحكومية السعودية مثل سابك وأرامكو مكاتب في سنغافورة.